# Nikolai Nikolàievitx Romànov el Vell
Gran Duc Nikolai Nikolàievitx Romànov (en rus: Великий князь Николай Николаевич) (27 de juliol del 1831 - 13 d'abril del 1891) fou el tercer noi i sisè fill del tsar Nicolau I de Rússia i de la tsarina Carlota de Prússia. També és conegut com a Nikolai Nikolàievitx el Vell per diferenciar-lo del seu fill. Va ser entrenat a l'exèrcit, i el comandà com a mariscal de camp durant la Guerra russo-turca (1877–1878).

## Carrera militar
Els seus pares proporcionaren una educació excel·lent als seus fills. El tsar va preparar Nikolai per a una carrera a l'exèrcit. El mateix dia del seu naixement fou nomenat coronel honorari de la guàrdia de llancers. Entrà per primera vegada en combat durant la Guerra de Crimea, quan només tenia vint anys. Hi participà en la batalla d'Inkerman (1854). Nikolai mostrà un especial interès en l'enginyeria militar. El 1856 fou nomenat inspector general d'enginyers i el 1864 es convertí en comandant de la guàrdia imperial. El 1873 acompanyà el seu germà, Alexandre II, a Berlín a la reunió dels tres emperadors: Imperi Rus, Alemany i Austrohongarès.
La cimera de la seva carrera fou la Guerra russo-turca (1877–1878), quan fou nomenat comandant en cap dels exèrcits russos del Danubi, tot i que la seva reputació com a estrateg no era gaire bona. Nikolai no tingué cap distinció particular als èxits inicials en el conflicte, els quals foren seguits per terribles esdeveniments quan l'exèrcit estigué sota les seves ordres. Després de l'expulsió de les tropes russes de Rumèlia i els atacs fracassats a la ciutat de Plevna, Nikolai fou apartat del comandament, tot i que en teoria es mantingué en el seu lloc. La victòria dels seus subordinats li va permetre participar en l'èxit d'Adrianòpolis i al tractat de San Stefano; però quan acabà la guerra, fou criticat per no haver-se fet amb Constantinoble, quan el seu quartel general ja estava establert a Adrianòpolis. També va ser acusat d'irregularitats financeres, de rebre suborns i malgastar diners del govern.
Malgrat aquesta situació, el seu germà, el tsar Alexandre II, va promoure la carrera de Nikolai i el nomenà comandant de la regió militar de Sant Petersburg. Finalment, va rebre el rang de mariscal general de camp, inspector general de cavalleria i inspector general de les forces d'enginyers russos. Nikolai Nikolàievitx no només fou una figura militar amb inlfuència, sinó que també va servir al Consell d'Estat.

## Matrimoni
Nikolai Nikolàievitx es casà a despit amb la seva cosina segona, la gran duquessa Alexandra Petrovna, abans princesa Alexandra d'Oldenburg, l'àvia paterna de la qual era una filla de l'emperador Pau I. La boda va tenir lloc a Sant Petersburg el 6 de febrer del 1856. Varen tenir dos fills:
- Nikolai Nikolàievitx Romànov el Jove (1856-1929)
- Piotr Romànov (1864-1931)

El matrimoni va tenir problemes des del principi, i quatre anys més tard Nikolai començà una relació permanent amb Catherine Txislova, una ballarina del Teatre Kràsnoie Selo. La seva relació era força coneguda i van tenir cinc fills:
- Olga Nikolàievna Nikolàieva (1868-1950)
- Nikolàiev Vladímir Nikolàievitx (1873-1942)
- Catalina Nikolàievna Nikolàieva (1874-1940)
- Nikolai Nikolàiev Nikolàievitx (1875-1902)
- Galina Nikolàievna Nikolàieva (1877-1878)

Nikola atorgà un rang d'aristròcrata a la seva amant i els fills il·legítims de la parella van agafar el cognom Nikolàiev.

## Últims anys
Nikolai estava a Cannes amb els seus dos fills quan el seu germà Alexandre II fou assassinat, i va haver de tornar immediatament a Rússia, el març de 1881. L'ascens al tron rus del seu nebot: Alexandre III; fou el començament de la disminució de responsabilitats exercides pel duc. Alexandre III no sentia cap simpatia envers el seu oncle i fou privat de tota la seva influència. La seva autoritat va disminuir encara més quan fou involucrat en unes comandes fraudulentes de l'exèrcit. Quan el duc tractà d'explicar les seves accions a la Nouvelle Revue de París atacà indiscretament els funcionaris del govern i els comandants militars i, finalment, fou apartat del seu càrrec. Alexandre III també criticà les seves relacions extramatriomnials.
Aleshores, Nikolai vivia obertament amb la seva amant. La seva dona el deixà el 1881 i es traslladà a Kíev, però la duquessa es negà a concedir-li el matrimoni que ell desitjava. La parella de fills adults va prendre part per la mare, però continuaven vivint al palau. Catherine Txislova sol·licitava a Nikolai que la mantingués, a ella i els fills, per això va perdre tota la fortuna i va haver d'hipotecar el palau de Sant Petersburg. El 1882 Nikolai fou vigilat a causa de la dilapidació de la fortuna, i va viure com un cavaller en una casa senzilla.
Incapaç d'aconseguir el divorci, tenia l'esperança de sobreviure a la seva esposa i casar-se amb la seva amant, però fou Catherine Txislova qui va morir inesperadament a Crimea, mentreq ue la duquessa Alexandra Petrovna va sobreviure al seu marit nou anys. Poc després de la mort de la seva amant, Nikolai va embogir, emmalaltí de càncer de boca, que va estendre's al cervell. Va patir al·lucinacions i estava convençut que totes les dones s'enamoraven d'ell. Durant una representació de ballet, el duc arribà a atacar un jove ballarí que creia que era una dona. El 1890 Nikolai fou declarat dement i fou tancat a Crimea. Va morir a Alupka un any després.